# Nicolas-Théodore de Saussure
Nicolas-Théodore de Saussure (14 d'octubre de 1767 - 18 d'abril de 1845) va ser un químic suís i estudiant de la fisiologia vegetal.
Era el fill més gran d'Horace-Bénédict de Saussure, va néixer a Ginebra. Era membre del Consell de Ginebra i va dedicar molt temps als assumptes públics.
La majoria dels seus 36 treballs estan dedicats a la química, la fisiologia vegetal, la naturalesa dels sòls i les condicions de la vida vegetal i van ser reunits sota el títol Recherches chimiques sur la végétation ("Recerques químiques sobre la vegetació").
Saussure va mostrar que l'increment en massa de les plantes quan creixen podria no ser deguda només a la presa de CO₂, sinó també a la presa d'aigua. Així es va començar a obtenir la reacció bàsica de la fotosíntesi per produir aliment com la glucosa.
Els gèneres de plantes Saussurea i Saussuria l'honoren.
La seva germana, Albertine Necker de Saussure, és una escriptora primerenca sobre l'educació de les dones.